# Luigi Conti
Luigi Conti (Urbania, 30 maggio 1941 – Fermo, 30 settembre 2021) è stato un arcivescovo cattolico italiano.

## Biografia
Nasce a Urbania, allora sede vescovile in provincia di Pesaro e Urbino, il 30 maggio 1941.

### Formazione e ministero sacerdotale
Frequentato il liceo nel seminario diocesano della sua città natale, prosegue con gli studi in filosofia e in teologia nel Pontificio Seminario Regionale Pio XI di Fano.
Il 26 giugno 1965 è ordinato presbitero per la diocesi di Urbania e Sant'Angelo in Vado.
Dal 1965 al 1968 è docente di musica agli allievi del Pontificio Seminario Romano Minore. Tra il 1967 e il 1968 consegue la licenza in teologia alla Pontificia Università Lateranense e in seguito anche il dottorato. Per un decennio, fino al 1978, è ufficiale della Congregazione per i vescovi. Il 1º novembre 1978 viene incardinato nella diocesi di Roma e nominato parroco del Santissimo Sacramento a Tor de' Schiavi. Dal 1988 al 1996 è rettore del Pontificio Seminario Romano Maggiore.

### Ministero episcopale
Il 28 giugno 1996 papa Giovanni Paolo II lo nomina vescovo di Macerata-Tolentino-Recanati-Cingoli-Treia; succede a Francesco Tarcisio Carboni, deceduto il 20 novembre 1995. Riceve l'ordinazione episcopale il 21 settembre seguente, nella basilica di San Giovanni in Laterano, dal cardinale Camillo Ruini, co-consacranti gli arcivescovi Giovanni Battista Re e Ugo Donato Bianchi. Il 28 settembre prende possesso della diocesi.
Dal 2005 al 2015 è anche presidente della Conferenza episcopale marchigiana.
Il 13 aprile 2006 è nominato arcivescovo metropolita di Fermo da papa Benedetto XVI; succede a Benito Gennaro Franceschetti, deceduto il 4 febbraio 2005. Il 4 giugno 2006 prende possesso dell'arcidiocesi.
Dal 3 giugno al 27 settembre 2013 ricopre anche l'ufficio di amministratore apostolico sede plena di Ascoli Piceno a causa delle gravi condizioni di salute del vescovo Silvano Montevecchi, ricoverato a Imola nell'aprile 2013 per una meningite meningococcica. Con la scomparsa del vescovo Montevecchi diventa amministratore apostolico sede vacante e mantiene l'incarico fino al 10 maggio 2014, giorno dell'ingresso in diocesi del nuovo vescovo Giovanni D'Ercole, di cui aveva annunciato la nomina il 12 aprile precedente, nell'episcopio di Ascoli Piceno.
Il 14 settembre 2017 papa Francesco accoglie la sua rinuncia al governo pastorale dell'arcidiocesi di Fermo per raggiunti limiti di età; gli succede Rocco Pennacchio, del clero dell'arcidiocesi di Matera-Irsina. Rimane amministratore apostolico di Fermo fino all'ingresso del successore, avvenuto il 2 dicembre successivo.
Muore a Fermo il 30 settembre 2021 all'età di 80 anni. Dopo le esequie, celebrate il 2 ottobre dal cardinale Edoardo Menichelli nella cattedrale di Fermo, viene sepolto nella cripta dello stesso edificio.
Il 10 ottobre il cardinale Angelo De Donatis, vicario generale di Sua Santità per la diocesi di Roma, celebra una messa in suo suffragio presso il Pontificio Seminario Romano Maggiore.

## Genealogia episcopale e successione apostolica
La genealogia episcopale è:
- Cardinale Scipione Rebiba
- Cardinale Giulio Antonio Santori
- Cardinale Girolamo Bernerio, O.P.
- Arcivescovo Galeazzo Sanvitale
- Cardinale Ludovico Ludovisi
- Cardinale Luigi Caetani
- Cardinale Ulderico Carpegna
- Cardinale Paluzzo Paluzzi Altieri degli Albertoni
- Papa Benedetto XIII
- Papa Benedetto XIV
- Papa Clemente XIII
- Cardinale Bernardino Giraud
- Cardinale Alessandro Mattei
- Cardinale Pietro Francesco Galleffi
- Cardinale Giacomo Filippo Fransoni
- Cardinale Carlo Sacconi
- Cardinale Edward Henry Howard
- Cardinale Mariano Rampolla del Tindaro
- Cardinale Gennaro Granito Pignatelli di Belmonte
- Cardinale Pietro Boetto, S.I.
- Cardinale Giuseppe Siri
- Cardinale Giacomo Lercaro
- Vescovo Gilberto Baroni
- Cardinale Camillo Ruini
- Arcivescovo Luigi Conti

La successione apostolica è:
- Vescovo Giancarlo Vecerrica (2003)
- Vescovo Armando Trasarti (2007)